# Operación Hornung
La Operación Hornung fue una operación antipartisana durante la ocupación de Bielorrusia por la Alemania nazi, llevada a cabo en febrero de 1943. Fue llevada a cabo en las zonas de Hancewicze-Morocz-Lenin-Łuniniec, un área escasamente poblada de unos 4.000 kilómetros cuadrados al suroeste de Słuck en la frontera sur del Comisariado Regional de la Rutenia Blanca. Incluyó tres fases (Erntefest I y Erntefest II) que habían tenido lugar en enero más al noreste, en el área de Słuck-Osipowicze; y hubo más de 12.000 víctimas.

## Antecedentes
El objetivo de esta operación, llevada a cabo por Curt von Gottberg, era evitar cualquier avance adicional de los partisanos de la región del norte de Polesia que habían entrado en el Comisariado Regional de la Rutenia Blanca y el Reichskommissariat Ukraine, desde el este y evitar daños al Ferrocarril Brześć-Gómel a lo largo del río Prípiat; El dominio de esta zona era de vital importancia. Según los informes de reconocimiento del comandante de la Sicherheitspolizei y el SD de Minsk, una estimación cuidadosa sugirió una población de 10.000 personas y una cantidad similar de "bandidos", un total de 34.000 hombres. Al parecer, existía una auténtica república soviética con oficinas de mando, centros de reclutamiento y entrenamiento militar de jóvenes; también, con estadios deportivos, iglesias y escuelas. La población de la zona estuvo desde un principio cargada de responsabilidad colectiva y se planificó su exterminio. ''Dado el tiempo actual es de esperar que en todos los pueblos de la zona mencionada los bandidos hayan encontrado refugio'', fue la débil justificación del SS-Sturmbrigade Dirlewanger. Dos miembros de una compañía de propaganda enviada como observadores, lo expresaron con bastante más claridad: para evitar que las bandas volvieran a afianzarse en esta zona, se había emitido la orden de convertir esta zona en tierra de nadie.

## La operación
El preámbulo de la Operación Hornung fue la destrucción del gueto de Słuck el 8 de febrero de 1943 por unidades del comandante de la policía de seguridad y el SD de Minsk con la ayuda de varias otras unidades policiales. Allí asesinaron a más de 3.000 personas. Durante la semana siguiente, la zona de la operación fue redada por 13 batallones y numerosas unidades más pequeñas de las fuerzas participantes en cinco grupos de combate. La población, que iba a ser asesinada al final de la operación, se tranquilizó con la seguridad de que solo los verdaderos partidarios estaban siendo atacados. Pero apenas hubo combates. El 14/15 de febrero se cambió de táctica, como ya se había establecido antes de la operación, y comenzó la última y en este caso la fase más larga. Oskar Dirlewanger resultó herido y fue reemplazado por Franz Magill, el subcomandante del SS-Sturmbrigade Dirlewanger, quien emitió la siguiente orden:
El batallón volverá a peinar la zona de combate del 15 al 17 de febrero hasta la línea Starobin-Powarczycze. Todo lo que pueda dar cobijo o protección debe ser destruido. El área se convertirá en tierra de nadie. Todos los habitantes serán fusilados. El ganado, los cereales y otros productos deben llevarse y entregarse a Starobin. La compañía rusa volverá a la zona de combate, destruirá todo y sacará el ganado en dirección norte. La columna de trineos se mantendrá tan lejos del lugar donde se destruirá que los conductores civiles no estén presentes en las ejecuciones.
El Grupo de Combate Binz del 23.º Regimiento de Policía (Regiment SS-Polizei 23) emitió el siguiente mensaje de radio:

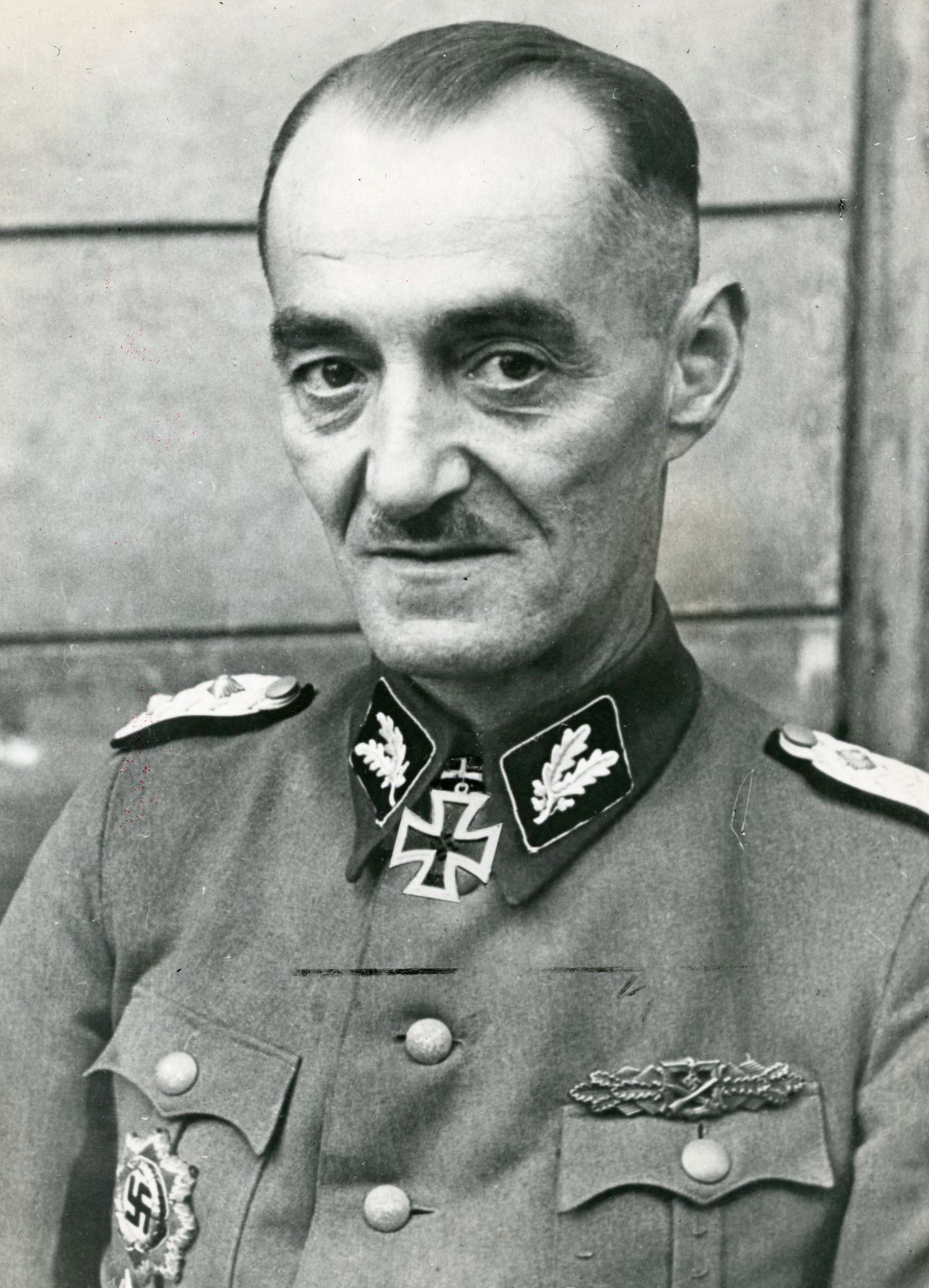
Oskar Dirlewanger en 1944.

La destrucción radical de todos los edificios, incluso los más pequeños y remotos y la destrucción de todas las personas no obligadas a conducir ganado o recolectar productos agrícolas cuando sea posible (flachs); el área se convertirá en tierra de nadie. El comandante del grupo de combate norte asume toda la responsabilidad de esto.
Sin embargo, la orden no había sido emitida por un mayor de la Schutzpolizei (Gendarmería), Siegfried Binz, sino a un nivel superior. Al principio se había realizado una recogida de todos los productos agrícolas para la fase final de la operación, lo que no presagiaba nada bueno para la población. Todos los grupos de combate participantes en el área de operación adoptaron este procedimiento, no solo el Grupo de Combate Binz. Por último, pero no menos importante, Erich von dem Bach-Zelewski, según sus propias declaraciones, von Gottberg llegó a la sede del Estado Mayor del Grupo de Combate el 15 de febrero, y a tiempo para dar la orden él mismo o al menos estar presente cuando se emitió. Hasta entonces, aparte de los judíos de Słuck, habían muerto 2.483 personas. Esta fue también una de las primeras operaciones en las que participó el SS-Sturmbrigade Dirlewanger desde que Bach-Zelewski lo puso a disposición de von Gottberg. Su comandante adjunto, Magill, era el jefe de las SS para tareas especiales del Estado Mayor de Bach-Zelewski y había sido puesto a disposición de von Gottberg. Magill tuvo así la oportunidad de continuar en esta región lo que ya había comenzado con el 2.º Regimiento de Caballería SS en 1941. Otras unidades que participaron en la Operación Hornung incluyeron un destacamento del Einsatzgruppe B en colaboración del batallón Rodionov, que a su vez vino de la zona de retaguardia del Grupo de Ejércitos Centro y se destacó por su brutalidad. El comandante de la Wehrmacht en la Rutenia blanca, Bronislaw Pawel, declaró que la puesta en marcha de la operación había sido realizada por von Gottberg pero que el conjunto había recaído en Bach-Zelewski.

## Exterminio
Hay varias fuentes y relatos para la subsiguiente campaña de exterminio. Dos propagandistas de la Wehrmacht informaron del intento de convertir esta zona en tierra de nadie: esto se llevó a cabo masacrando a la población de las aldeas y granjas ubicadas en esta zona. Todas las casas fueron incendiadas. Se confiscaron reservas de ganado y alimentos de la zona. También mencionaron el pánico que se había extendido, incluso entre los endurecidos policías auxiliares bielorrusos, que aún hablaban de ello meses después:
Los relatos de miembros del antiguo Batallón Drushina I, que en febrero fueron testigos de acciones de exterminio contra la población civil rusa al sur de Słuck dejaron una impresión particularmente fuerte.
Las descripciones de la crueldad alemana, por ejemplo, encerrar a mujeres y niños dentro de las casas en llamas, se difundieron rápidamente entre la población civil.
Los supervivientes de esta región han descrito de manera conmovedora cómo se sintieron cuando se les colocó dentro de una zona muerta. Gana Michalowna Grincewicz recordó: "parecía que no quedaba nadie en el mundo, que todos habían sido asesinados".
Esta acción destaca por el exterminio de muchas grandes aldeas por parte de los alemanes. 1.046 personas murieron en Lenin, 780 en Pusiczi, 787 en Adamowo y 426 en Kopacewiczi. Se registró un total de 12.718 muertos, entre ellos 3.300 judíos (de Słuck). Solo se hicieron 65 prisioneros. De hecho, las SS y la policía deportaron sólo a 72 personas como fuerza laboral en el curso de los combates en el Comisariado Regional de la Rutenia Blanca en febrero de 1943. Entre noviembre de 1942 y marzo de 1943, no se habían puesto a disposición de la llamada Comisión Sauckel más de 3.589 personas en el curso de once operaciones importantes, durante las cuales al menos 33.378 personas fueron asesinadas.